# A Man's a Man for A' That
A Man's a Man for A' That med inledningsorden 
"Is There for Honest Poverty"är en av Skottlands inofficiella nationalsånger. Den är skriven av Robert Burns.
Sången är känd för sin egalitaristiska syn på samhället och som kan ses som ett föregripande av de liberala idéer som uppstod under 1700-talet och de socialistiska som kom under 1800-talet. Dikten innehåller också många symboler och ideal som förknippas med frimurare.
Folksångaren Sheena Wellington sjöng sången då det skotska parlamentet invigdes i maj 1999. Sången sjöngs också vid jordfästningen av Donald Dewar, som var den förste innehavaren av befattningen som First Minister of Scotland.